# Gamer Network
Gamer Network (anteriormente Eurogamer Network) é um grupo de mídia britânico sediado em Brighton. Fundado em 1999 por Rupert e Nick Loman, ele é proprietário de marcas – especialmente sites editoriais – relacionados ao jornalismo de jogos eletrônicos e outros negócios dessa indústria. Seu site principal, Eurogamer, foi lançado ao mesmo tempo que a empresa. Em fevereiro de 2018, a Gamer Network foi adquirida pela ReedPop. A empresa organiza a feira EGX.

## História
A Gamer Network foi criada sob o nome Eurogamer Network em 1999 pelos irmãos Rupert e Nick Loman. Ela foi formada ao lado de seu primeiro site principal, Eurogamer, que por sua parte foi lançado em 4 de setembro de 1999. Nick Loman saiu da empresa em 2004 para seguir carreira em medicina e "churrasco competitivo."
Em fevereiro de 2011, a Eurogamer Network adquiriu a publicadora estadunidense Hammersuit, bem como seus sites IndustryGamers.com e Modojo.com. Em 1 de março de 2013, para se encaixar com sua expansão internacional, a Eurogamer Network anunciou que havia mudado seu nome para Gamer Network. Como parte dessa reformulação, Eurogamer Events foi renomeado Gamer Events, enquanto a Hammersuit também adotou o nome Gamer Network. Em outubro, Simon Maxwell foi promovido de diretor de publicações do grupo a diretor de operações.
Em 26 de fevereiro de 2018, foi anunciado que ReedPop, a divisão da Reed Exhibitions que organiza exibições de jogos eletrônicos como a PAX, havia adquirido a Gamer Network. Enquanto Rupert Loman permaneceu como diretor executivo da Gamer Network, Maxwell se tornou o diretor administrativo da empresa e um vice-presidente das operações da ReedPop no Reino Unido. Loman saiu da empresa em fevereiro de 2020.
A ReedPop realizou muitas demissões através de diversos sites da Gamer Network em setembro de 2020. Em novembro de 2020, os funcionários restantes da USgamer, que haviam sido reduzidos de nove a quatro depois das demissões anteriores, anunciou que a ReedPop fecharia o site no fim do ano.

## Marcas próprias

### Sites editoriais
- Eurogamer – o site principal da Gamer Network para notícias de jogos eletrônicos; lançado em 1999 ao lado da empresa.[2] A marca Eurogamer é licenciada a 8 sub-publicações regionais, que reportam no idioma de sua região.
- GamesIndustry.biz – um site focado nos aspectos empresariais da indústria de jogos eletrônicos; lançado sob a Eurogamer Network em 2002.[11]
- Metabomb – um site de notícias de jogos eletrônicos com ênfase em esportes eletrônicos; lançado sob a Gamer Network em 2013.[12]
- Outside Xbox – um canal no YouTube focado em notícias de jogos para Xbox; lançado em 2012 pela Eurogamer Network e Andy Farrant, Mike Channell e Jane Douglas, três editores de outras publicações focadas em Xbox.[13]
- Outside Xtra – um canal do YouTube foca em notícias de jogos multiplataforma (não-Xbox) como PlayStation, Nintendo, VR e PC; lançado em 2016 pelo Outside Xbox e Ellen Rose e Luke Westaway, redatora e apresentadora da Xbox On e editor sênior na CNET, respectivamente.[14]
- Rock, Paper, Shotgun – um site focado em notícias de jogos para computadores lançado em 2007 por Kieron Gilllen, Alec Meer, John Walker e Jim Rossignol; concretizou uma parceria com a Eurogamer Network em 2010 e foi adquirido pela mesma em 2017.[15][16]
- VG247 – um site de notícias de jogos eletrônicos formado em 2008 em uma parceria entre a Eurogamer Network e Patrick Garratt.[17]

### Outros
- Gamer Creative – a agência de publicidade interna da Gamer Network; fundada e liderada por Josh Heaton.[18]
- Gamer's Edition – um projeto que produz merchandising e edições especiais de jogos eletrônicos; lançado em 2013, seus primeiros projetos foram edições especiais de Papers, Please e uma compilação de Hotline Miami e Hotline Miami 2: Wrong Number.[19][20]
- Jelly Deals – um site destacando promoções de jogos eletrônicos; lançado em 2016.[21]

### Antigos
- Dicebreaker – um site e canal do YouTube focado em jogos de tabuleiro, lançado pela Gamer Network em agosto de 2019.[22]
- USgamer (USG) – um site irmão do Eurogamer liderado por funcionários estadunidenses, lançado em 2013[23] e fechado em 2020.[10]

## Sites parceiros

### Sites editoriais
- Nintendo Life – um site focado em notícias e análises de produtos da Nintendo, incluindo jogos eletrônicos e software, pertencente e operada pela Nlife Media.[24] Ele tem seções cobrindo títulos de Nintendo Switch, Wii U, Wii, Nintendo 3DS, Nintendo DSi, WiiWare, DSiWare e clássicos relançados através do Virtual Console da Nintendo.[25] Ele foi fundado no fim de 2005,[26] adquiriu os sites WiiWare World e Virtual Console Reviews em abril de 2009,[25] e fez uma parceria com a Gamer Network (então Eurogamer Network) em 2011.[27][28][29] Em 2015, o site expandiu seu canal no YouTube para receber conteúdo regular.[30]
- Push Square – um site focado em notícias de jogos para PlayStation; lançado em 2012 pela Nintendo Life e Sammy Barker.[31]
- Pure Xbox – um site focado em notícias de jogos para Xbox; relançado em 2020 pela Nlife Media.[32][33][34]
- Road to VR – um site de notícias de jogos eletrônicos com ênfase em realidade virtual; lançado por Ben Lang em 2011[35] e em parceria com a Gamer Network desde 2017.[36]
- Video Games Chronicle (VGC) – um sucessor espiritual da revista Computer and Video Games; lançado em parceria com a Gamer Network em 2019 por um time liderado por Andy Robinson.[37]

### Outros
- Mod DB – uma base de dados para modificações de jogos eletrônicos; lançado em 2002 e em parceria com a Gamer Network desde 2015.[38][39]
- Indie DB – um site irmão de Mod DB que cobre jogos independentes; lançado pela Mod DB em 2010 e parte da mesma parceria da Mod DB.[38][40]